# Nuuk Center
 (septembre 2012).
Nuuk Center, également abrégé en NC, est un centre commercial groenlandais situé à Nuuk. Le centre, qui est le premier du Groenland, a été inauguré le 27 juillet 2012. Situé à côté du centre culturel Katuaq, le centre commercial se concentre sur l'offre de services à un large éventail de clients.

## Construction
La planification et la construction du centre commercial ont commencé en 2005, dirigé par l'Association Nuuk Center. Le centre commercial offre à ses clients les services du premier parc de stationnement souterrain construit dans la capitale du pays. Le centre commercial prend place dans un complexe de bureaux où siège le gouvernement autonome groenlandais.

## Boutiques
Le centre abrite notamment un supermarché Pisiffik.

## Réception et critique
Le centre a été bien accueilli par les entreprises locales, dirigées par Nuuk Center Association, et est généralement considéré comme un moyen de renforcer leur présence. En ayant un centre commercial placé en position centrale, les entreprises locales peuvent mieux concurrencer les multinationales. Le centre est également considéré comme une opportunité d'emploi pour beaucoup.
Le centre n'a pas reçu d'accueil critique. Cependant, alors que certains évoquent le fait que le centre commercial va changer à la fois la dynamique et l'esthétique de la ville, d'autres voient le centre commercial comme une menace pour les coutumes commerciales traditionnelles. Les membres de l'ancienne génération perçoivent Nuuk comme devenant « trop européenne » par l'intégration et l'inclusion de ce qu'ils voient comme essentiellement des institutions étrangères.